# Marzocca (przystanek kolejowy)
Marzocca (wł. Stazione di Marzocca) – przystanek kolejowy w Marzocca, w prowincji Ankona, w regionie Marche, we Włoszech. Znajduje się na linii Bolonia – Ankona. 
Według klasyfikacji Rete Ferroviaria Italiana ma kategorię brązową.

## Linie kolejowe
- Linia Bolonia – Ankona